# Добин
До́бин (каз. Добын) — село у складі Уйгурського району Алматинської області Казахстану. Входить до складу Дардамтинського сільського округу.
У радянські часи село називалось Дубун.
Населення — 464 особи (2021; 551 у 2009, 467 у 1999, 291 у 1989).